# Hrvatska odbojkaška reprezentacija
Hrvatska muška odbojkaška reprezentacija predstavlja državu Hrvatsku u odbojci na međunarodnim natjecanjima. Krovna organizacija je Hrvatski odbojkaški savez. Trostruki je doprvak Europske lige te osvajač zlatnog i brončanog odličja na Sredozemnim igrama.

## Izbornici hrvatske reprezentacije
- Rade Malević (1990. – 1991.)
- Yu You Wei (1991. – 1995.)
- Vladimir Janković (1995.)
- Dragutin Šuker (1995. – 1996.)
- Oleg Antropov (1996. – 1998.)
- Marko Jazvić (1998.)
- Fred Sturm (1998. – 1999.)
- Marko Jazvić (1999. – 2000.)
- Goran Šnajder (2000. – 2001.)
- Vinko Dobrić (2001.)
- Pero Božić (2001. – 2002.)
- Igor Arbutina (2002. – 2003.)
- Vinko Dobrić (2003. – 2004.)
- Rade Malević (2004.)
- Vladimir Janković (2004. – 2005.)
- Andrej Urnaut (2005.)
- Rade Malević (2005. – 2007.)
- Leo Barić (2007.)
- Rade Malević (2007. – 2009.)
- Ivan Rančić (2017. – 2019.)
- Emanuele Zanini (2019. – 2021.)
- Cédric Énard (2022. – )

izvor: Jutarnji list</small

## Povijest

### Svjetska prvenstva
Na svojemu prvom sudjelovanju na svjetskom prvenstvu Hrvatska je 2002. zauzela 19. mjesto.
Reprezentativci
- Tomislav Čošković
- Inoslav Krnić
- Ivan Donald Marić
- Darko Nojić
- Igor Omrčen
- Timofej Žukovski

## Vanjske poveznice
- Službena stranica Hrvatskoh odbojkaškog saveza